# گراژینا ژیلینسکا
گراژینا ژیلینسکا (لهستانی: Grażyna Zielińska؛ زادهٔ ۲۳ دسامبر ۱۹۵۲) بازیگر اهل لهستان است. وی دانش‌آموختهٔ آکادمی ملی هنرهای نمایشی آ.س.ت. در کراکوف است.
از فیلم‌ها یا مجموعه‌های تلویزیونی که وی در آن‌ها نقش داشته‌است، می‌توان به پیمان ورشو، جاسوسان ورشو، سال‌های شیرین، درخت سحرآمیز، در خوشی و سختی، انتقام، تیم، پدر متیو، عشق اول، دوران افتخار، جهان به روایت خانواده کیپسکی، خانه کشیش، کارآگاهان جنایی و پورنوگرافی اشاره نمود.